# Diane von Fürstenberg
Diane von Fürstenberg, nata Diane Simone Michelle Halfin (Bruxelles, 31 dicembre 1945), è una stilista e imprenditrice belga con cittadinanza statunitense.

## Biografia
Diane von Fürstenberg nasce a Bruxelles, in Belgio, in una famiglia ebraica molto agiata e cosmopolita. Suo padre, Leon "Lipa" Halfin, è di origine moldava, emigrato in Belgio per lavoro, mentre la madre, Liliane Nahmias, arriva dalla Grecia e fino a 18 mesi prima della nascita di Diane, a soli 22 anni, era ancora prigioniera del campo di concentramento di Auschwitz. Diane cresce in Belgio e poi si trasferisce in Spagna per frequentare l’Università Complutense di Madrid. In seguito, studia economia in Svizzera, a Ginevra. 
Durante gli studi Diane lavora nel mondo della moda, prima come assistente del fotografo di moda Albert Koski e poi come apprendista tessile a Como presso l’azienda manifatturiera di Angelo Ferretti, che lei definirà il suo maestro e racconterà che grazie a lui ha imparato tutto su tagli, colori e tessuti. In questo periodo conosce e si innamora del principe Egon von Fürstenberg. I genitori di lui sono contrari alla relazione a causa delle sue origini ebraiche, ma nel 1968 i due si sposano comunque. 
Da questo matrimonio nascono due figli: Alexandre e Tatiana. Diane e il principe divorziano a soli tre anni dalle nozze, ma la stilista continuerà a parlare bene di questa esperienza e a guardarla come un passo fondamentale della costruzione di se stessa. 

### Carriera
Diane von Fürstenberg nel 1970 investì 30.000 dollari disegnando una linea di abbigliamento femminile, che diventa immediatamente popolare per le caratteristiche fantasie stampate sugli abiti. A testimonianza della sua importanza nel mondo della moda, alcune sue collezioni sono state esposte al Costume Institute del Metropolitan Museum of Art. Dopo l'esplosione di vendite e popolarità degli anni '70 seguono anni molto difficili per la casa di moda della von Fürstenberg, che ben presto smette di interessarsi alle sorti dell'azienda. Il brand verrà rilanciato solo negli anni '90 su spinta della nuora di Diane e con una serie di nuovi direttori creativi tra cui Catherine Malandrino, Nathan Jenden, Yvan Mispelaere e Jonathan Saunders.
la von Fürstenberg ha avviato numerose attività al di fuori del mondo della moda, che vanno da una linea di cosmetici allo shopping via posta, cominciato nel 1991. Nel 1985 la stilista si è trasferita a Parigi, dove ha fondato Salvy, una casa editrice in lingua francese. Nel 1993 ha acquistato il monumentale studio che fu dell'artista Lowell Nesbitt, che la von Fürstenberg ha adibito a proprio studio ed abitazione.
Nel 1997, dopo più di dieci anni la von Fürstenberg ha disegnato una nuova linea di abbigliamento ed ha pubblicato l'autobiografia "Diane: A Signature Life". Nel 2001 è convolata a nozze con Barry Diller, ex direttore generale della Paramount e della Fox. Nel 2005, il consiglio degli stilisti d'America (CFDA), l'ha insignita di un riconoscimento alla carriera. Nel 2006, è stata nominata presidentessa del CFDA.
La coppia ha creato il fondo no profit The Diller-von Fürstenberg Family Foundation che si occupa di supportare iniziative di beneficenza, tra cui ogni anno i DVF Awards, tra gli eventi più attesi della beneficenza. Diane è sempre stata molto presente sul fronte sociale ed è nel consiglio direttivo di Vital Voices, organizzazione che lavora per i diritti delle donne. Nel 2016 la stilista ha disegnato alcuni abiti per la campagna elettorale di Hillary Clinton, che ha supportato pubblicamente.

### Scrittura
Diane ha pubblicato nel 1998 la sua autobiografia dal titolo, Diane: A Signature Life". Nel romanzo racconta il suo esordio e il grande successo ottenuto nel mondo della moda a soli 20 anni. Nel 2014 pubblica un altro racconto, La donna che volevo essere, in cui racconta le sue esperienze più personali come il cancro diagnosticato a 47 anni, la terapia e il rapporto con la madre che ha sempre dichiarato essere il suo modello di donna. Nel libro si ferma a riflettere anche sulla condizione femminile nel mondo del lavoro ed in generale filtrata attraverso la sua storia; Diane ha sempre esposto le sue idee sulla condizione della donna e sulla necessità dell'indipendenza tanto da essere spesso definita "la stilista femminista".

### Impatto sociale e culturale
Tra le creazioni iconiche della stilista c'è il wrap dress, ovvero abito a portafoglio, che sfila per la prima volta nel 1973. L'abito dal taglio comodo e dalla chiusura a vestaglia, è capace di vestire tutti i tipi di corpo senza costringerli e per questo è diventato rapidamente simbolo della liberazione sessuale delle donne. La stilista ha dichiarato di averlo disegnato con l'intenzione di creare un abito comodo e adatto a ogni occasione, e infatti il nuovo modello viene apprezzato e venduto talmente tanto che nel 1976 Diane finisce sulla copertina di Newsweek, e viene definita la donna della moda più potente del mondo. Al Costume Institute del Metropolitan Museum di New York è esposto un modello di wrap dress verde smeraldo e bianco, per ricordare l'impatto sociale della creazione di Diane.